# Розенбах (Фогтланд)
Розенбах (нем. Rosenbach/Vogtl.) — община в немецкой федеральной земле Саксония в районе Фогтланд.
Община была создана 1 января 2011 года путём добровольного объединения прежде независимых общин Лойбниц, Мельтойер и Зирау, которые уже до того тесно сотрудничали в рамках управления Розенбах. Своё наименование община получила от одноимённого притока реки Вайсе-Эльстер.
Административно община Розенбах состоит из 3 подрайонов (Лойбниц, Мельтойер и Зирау) с входящими в их состав 13 посёлками.
На конец 2015 года население Розенбаха составило 4304 человека.

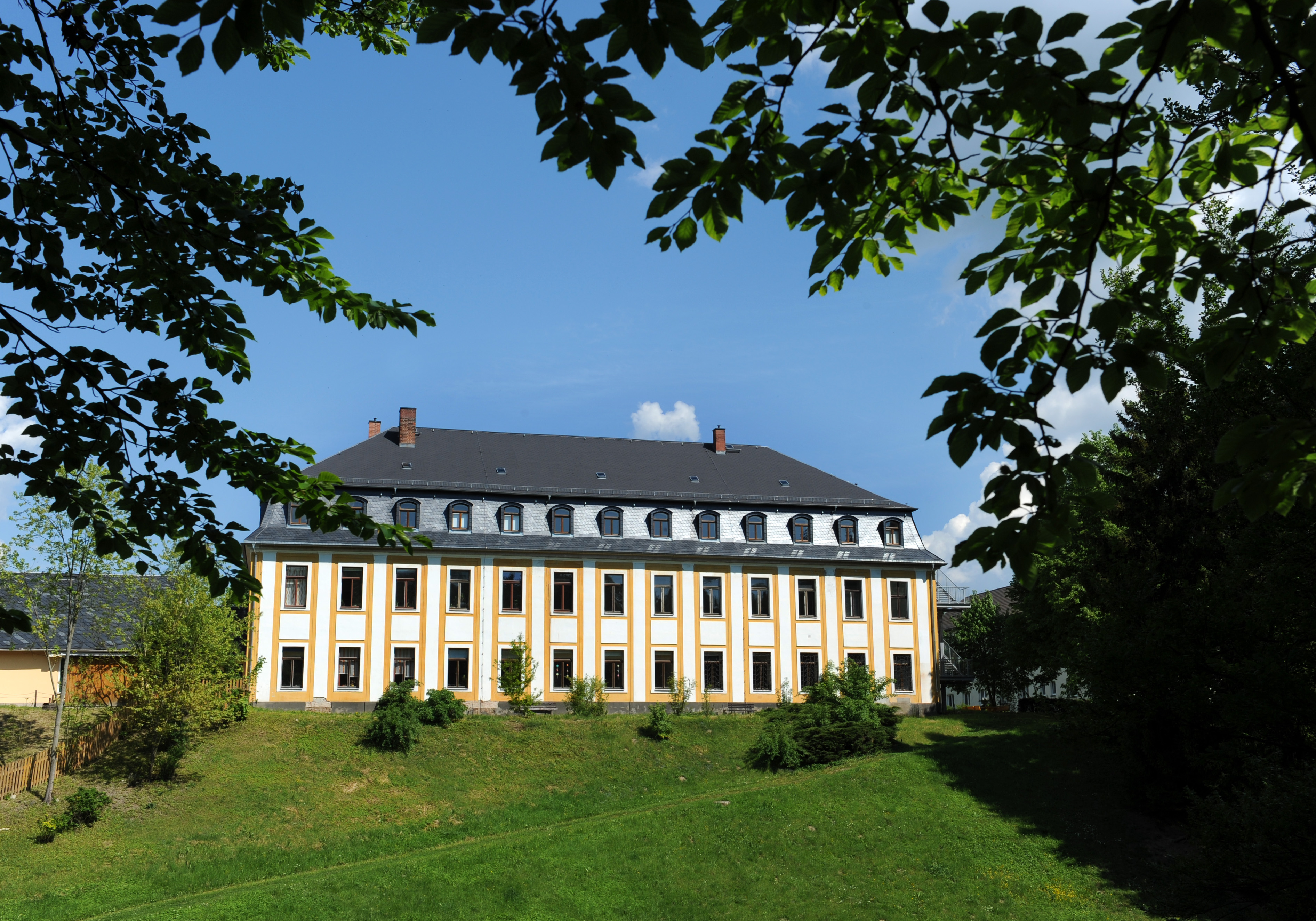
Раннеклассицистический дворец в Лойбнице (1794 г.)
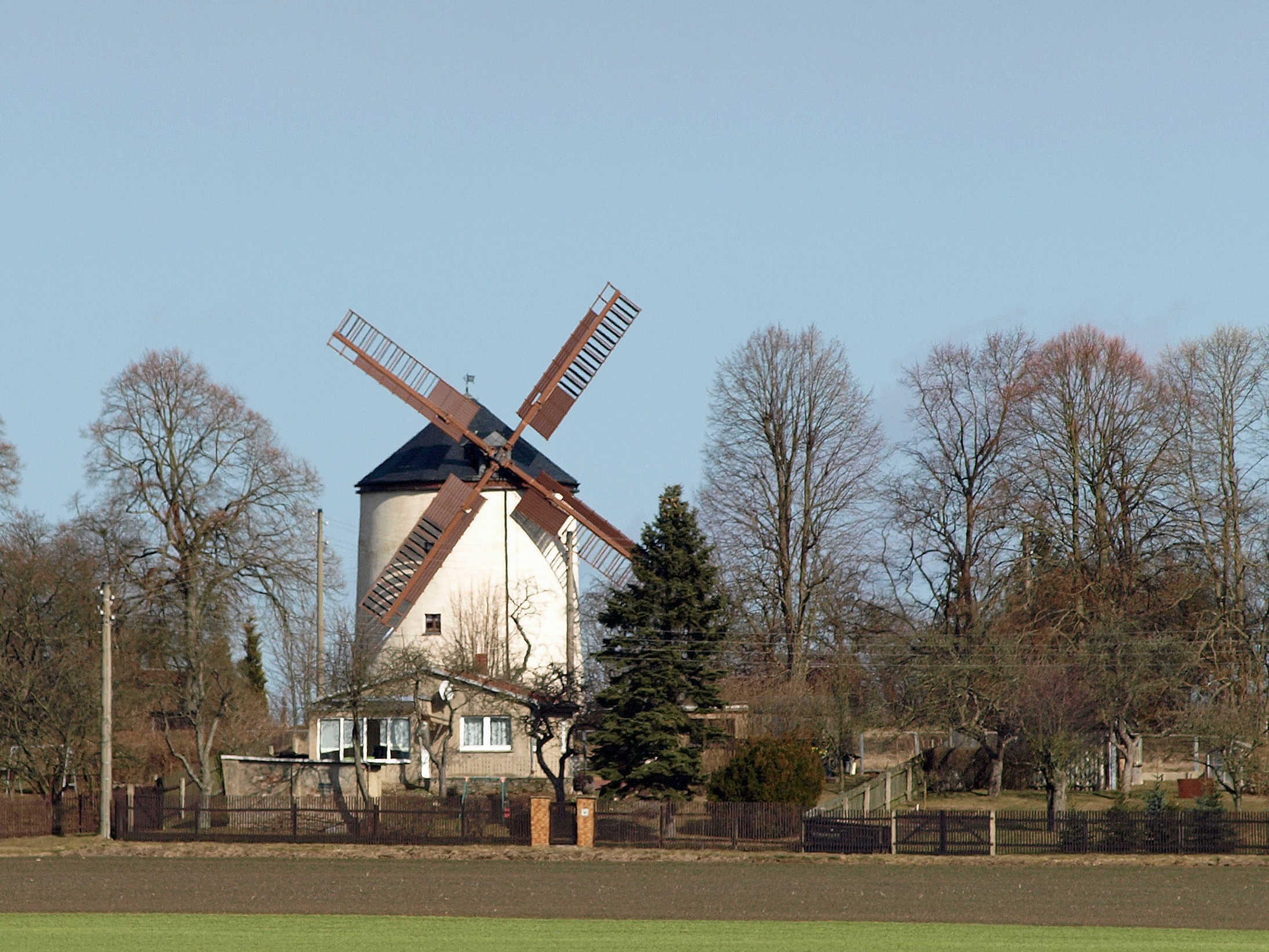
Старая ветряная мельница в Сирау (1884 г.) — технический музей

## Население
| Год  | Численность | Численность |
| ---- | ----------- | ----------- |
| 2017 | 4247        | [ 1 ]       |
| 2019 | 4177        | [ 3 ]       |
| 2021 | 4056        | [ 4 ]       |
| 2022 | 4027        | [ 5 ]       |
| 2023 | 3982        | [ 2 ]       |